# SS-Gebirgsjäger-Regiment 11 "Reinhard Heydrich"
SS-Gebirgsjäger-Regiment 11 "Reinhard Heydrich" byl pluk ze 6. SS-Gebirgs Division „Nord“.

## Historie
Pluk byl vytvořen a umístěn v Praze jako SS-Totenkopf-Standarte 6, ale dne 27. dubna roku 1940 byl převelen do města Sandefjord v jižním Norsku. Dne 25. února roku 1941 se stal součástí SS Infanterie Regiment 6 (Motorizovaný). Límcové znaky umrlčích lebek byly nahrazeny runami SS ve stejnou dobu.
Dne 4. června roku 1942 obdržel pluk čestné jméno "Reinhard Heydrich" od Adolfa Hitlera na základě doporučení od Reichsführera-SS Heinricha Himmlera. Pluk byl pojmenován po zastupujícím říšském protektorovi Protektorátu Čechy a Morava SS-Obergruppenführerovi Reinhardu Heydrichovi, který zemřel na následky zranění atentátu v Praze.
Pluk se účastnil bojových akcí společně se 6. SS-Gebirgs Division „Nord“ a v květnu roku 1945 se vzdal americkým jednotkám v Bavorsku.

## Velitelé pluku
- SS-Standartenführer Julian Scherner (září 1939 – 11. listopad 1939)
- SS-Oberführer Bernhard Voss (11. listopad 1939 – červen 1941)
- SS-Standartenführer Werner Ballauf (červen 1941 – 13. srpen 1941)
- SS-Standartenführer Franz Schreider (13. srpen 1941 – 20. duben 1942)
- SS-Oberführer Hans Scheider  (20. duben 1942 – 1. srpen 1942)
- SS-Obersturmbannführer Herbert von Obwurzer (1. srpen 1942 – 11. březen 1943)
- SS-Standartenführer Berthold Maack (11. březen 1943 – 8. září 1944)
- SS-Obersturmbannführer Ernst Rädeke (8. září 1944 – 28. říjen 1944)
- SS-Standartenführer Berthold Maack (28. říjen 1944 – 12. prosinec 1944)
- SS-Standartenführer Helmuth Raithel (12. prosinec 1944 – 8. květen 1945)